# Ferdinand Hiller
Ferdinand (von) Hiller (n. 24 octombrie 1811, Marele Ducat de Frankfurt – d. 11 mai 1885, Köln, Imperiul German) a fost un muzician, compozitor și dirijor german.

## Biografie
Ferdinand Hiller s-a născut într-o bogată familie evreiască din Frankfurt pe Main, unde tatăl său Justus (inițial Isaac Hildesheim, un nume pe care l-a schimbat la sfârșitul secolul al XVIII-lea pentru a-și ascunde originile evreiești) era un comerciant de stofe englezești – o afacere care a continuat în cele din urmă cu fratele lui Ferdinand, Joseph. Talentul lui Hiller a fost descoperit de timpuriu și a urmat lecții de pian cu muzicianul Alois Schmitt din Frankfurt, de vioară cu Jörg Hofmann și de armonie și contrapunct cu Georg Jacob Vollweiler; la vârsta de 10 ani a interpretat un concert de Mozart cu public; și doi ani mai târziu, el a scris prima sa compoziție.
În 1822, tânărul Felix Mendelssohn, pe atunci în vârstă de 13 ani, a intrat în viața lui. Familia Mendelssohn a locuit în acea vreme o scurtă perioadă la Frankfurt și tânărul Hiller a vizitat-o, fiind extrem de impresionat de interpretarea lui Felix (și chiar mai mult de cea a surorii lui, Fanny Mendelssohn). Când s-au reîntâlnit în 1825, cei doi băieți au legat imediat o prietenie strânsă, care avea să dureze până în 1843. Hiller a descris cu tact conflictul ulterior ca decurgând din „susceptibilități sociale și nu personale”. Dar, de fapt, acest conflict pare să fi avut mai mult de-a face cu faptul că Hiller i-a succedat lui Mendelssohn în calitate de director al Orchestrei Gewandhaus din Leipzig în 1843.
Din 1825 până în 1827, Hiller a fost elevul lui Johann Nepomuk Hummel la Weimar; în timp ce era, împreună cu Hummel, la căpătâiul lui Beethoven, Hiller a tăiat o șuviță din părul compozitorului. Această șuviță se află acum la San Jose State University, după ce a fost vândută într-o licitație organizată de Sotheby's în 1994. În timp ce se afla la Viena pentru funeraliile lui Beethoven, Hiller și Hummel i-au auzit pe Johann Michael Vogl și Franz Schubert interpretând piesa Winterreise a lui Schubert. Hiller a scris că maestrul său a fost atât de mișcat, că-i curgeau lacrimi din ochi.
Din 1828 până în 1835, Hiller s-a aflat la Paris, unde a fost angajat ca profesor de compoziție la Școala de Muzică a lui Choron. În cele din urmă a renunțat la această poziție, astfel că s-a putut pregăti mai bine ca pianist și compozitor. El a petrecut un timp în Italia, în speranța că acest lucru îl va ajuta să scrie o operă de succes (o speranță care nu a fost niciodată împlinită). În 1836, el se afla la Frankfurt, unde s-a dedicat compoziției. Abilitățile sale i-au fost recunoscute și, deși, avea doar 25 de ani, a fost rugat să activeze ca dirijor al Cäcilienverein în timpul bolii dirijorului Schelble.
Hiller a fost ales membru al Academiei Prusace de Arte în 1849, iar în 1868 a primit titlul de doctor al Universității din Bonn. El a murit în Köln.

## Lucrări
El a compus, printre alte lucrări, șase opere între 1839 și 1865, și un concert pentru vioară.
Hiller a scris cel puțin patru simfonii; una în 1831, alta, în la minor, tot în 1831; de asemenea, Im Freien în sol major, compusă la Londra în 28 iunie 1852, și una în mi minor publicată de Schott ca opus 67 în Mainz în 1865.